# Ulutogia
Ulutogia ist eine Siedlung am Ostende der Insel Upolu im politischen Bezirk (itūmālō) Atua des Inselstaats Samoa. Der Ort ist einer der östlichsten Punkte Samoas.

## Geographie
Der Ort liegt an der Ostküste zwischen Satitoa und Vailoa. Nur wenige hundert Meter weiter südlich bildet Lalomanu mit Matāutu mit dem Cape Tapaga die Südostspitze der Insel. Der Strand ist als Lalomanu Beach bekannt.
Das Dorf ist Heimat von Ao o Atua, Fuataga Leififi und von der Safuataga-Familie.

## Tsunami 2009
Ulutogia erlitt durch das Erdbeben bei den Samoainseln 2009 und den folgenden Tsunami schwere Schäden und einige Todesfälle (29. September 2009). Das Dorf wurde mit internationaler Unterstützung wieder aufgebaut.